# Dendrochilum longirachis
Dendrochilum longirachis är en orkidéart som beskrevs av Oakes Ames. Dendrochilum longirachis ingår i släktet Dendrochilum och familjen orkidéer. Inga underarter finns listade i Catalogue of Life.